# Б'янка (супутник)
Б'янка, або Біанка, також Уран VIII — внутрішній супутник Урана. Названо на честь сестри Катріни з п'єси Вільяма Шекспіра «Приборкання норовливої». 
Б'янку було відкрито 23 січня 1986 р. на знімку, зробленому «Вояджером-2», та присвоєно тимчасову назву S/1986 U 9. На знімках «Вояджера-2» Б'янка виглядає як витягнутий об'єкт, головна вісь якого спрямована в бік Урана. Співвідношення осей протяжного сфероїда Б'янки становить 0,7 ± 0,2. Її поверхня має сірий колір.
Б'янка належить до супутників групи Порції, до якої також входять Белінда, Крессида, Дездемона, Порція, Джульєтта, Купідон, Розалінда і Пердіта. Ці супутники мають схожі орбіти та фотометричні властивості. Крім її орбіти, радіуса 27 км і геометричного альбедо 0,08, про неї практично нічого невідомо.